# セクシーナイト
『セクシーナイト』（原題：In the Cold of the Night）は、1990年公開のアメリカ合衆国のエロティック・スリラー映画。
ニコ・マストラキスが製作・監督を務め、N・マストラキス自身とFred C. Perryが共同で脚本を担当した。ジェフ・レスターや、Adrianne Sachs、マーク・シンガー、ブライアン・トンプソン、シャノン・トゥイード、ジョン・ベック、ティッピ・ヘドレン、デヴィッド・ソウルが出演している。

## あらすじ
写真家のスコットは毎晩見る、若い美女をなぶり殺す夢に苦しめられていた。カウンセラーに相談し、仕事から離れるように言われた彼の前に夢で見た女性本人が現れ、舞台となるカリフォルニアの豪邸さえも実在することが判明する。そして、スコットは、夢の中の美女に導かれるようにして、恐るべき陰謀へと巻き込まれていく。

## キャスト
- スコット・ブルイン - ジェフ・レスター（英語版）

毎晩見る悪夢にうなされるカメラマン
- Kimberly Shawn - Adrianne Sachs
- Ken Strom - マーク・シンガー
- フィル - ブライアン・トンプソン
- Lena - シャノン・トゥイード
- Rudy - ジョン・ベック（英語版）
- Clara - ティッピ・ヘドレン
- Dr. Frieberg - デヴィッド・ソウル

## 評価
Kevin S. Sandlerは、著書『The Naked Truth: Why Hollywood Doesn't Make X-Rated Movies』の中で、『In the Cold of Night』はX指定が1990年にNC-17指定へと区分変更をされる直前にアメリカ映画協会（現：モーション・ピクチャー・アソシエーション）からX指定を受けていたと指摘している。
Blu-ray.comのBrian Orndorfは、この映画を「ばかげている」 とし、「不快なほど頭の鈍い主人公の面白くない物語を苦労して描いており、可能な限りポジティブに捉えたとしても全く楽しい作品ではない」と評価している。また、Film School RejectsのRob Hunterもこの映画を 同じく「ばかげている」 と言及し、「いくつかの要素があまりにも長く引き延ばされているため、逆に嫌われているのは確かだが、ソフトコアを楽しみ、素晴らしいB級映画のキャストを見るうえでは小さな代償でしかない」と書き綴っている。

## リリース

### ホームメディア
2019年3月、4Kに復元され、Vinegar SyndromeからDVDとBlu-ray Discが発売された。